# Plath (Lindetal)
Plath ist ein Ortsteil der Gemeinde Lindetal im Landkreis Mecklenburgische Seenplatte in Mecklenburg-Vorpommern.

## Geografie
Der Ort liegt 16 Kilometer südöstlich von Neubrandenburg. Zur Gemarkung Plath zählt eine Fläche von 679 Hektar. Die Nachbarorte sind Alt Käbelich im Nordosten, Petersdorf im Osten, Oltschlott und Hinrichshagen im Südosten, Rehberg im Süden, Ballin im Südwesten, Köllershof im Westen sowie Leppin im Nordwesten.

## Geschichte
Plath – ein Angerdorf – wurde 1298 erstmals mit dem slawischen Namen Plote genannt, was übersetzt „Zaunort“ bedeutet. Wedege von Plote, Erblandmarschall der Herrschaft Stargard, verkaufte Plath um 1425 an das Kloster Wanzka, das es bis zur Reformation besaß. Danach erfolgte der Bau der Feldsteinkirche. Plath wurde am 1. Juli 1950 in die Gemeinde Ballin eingegliedert.

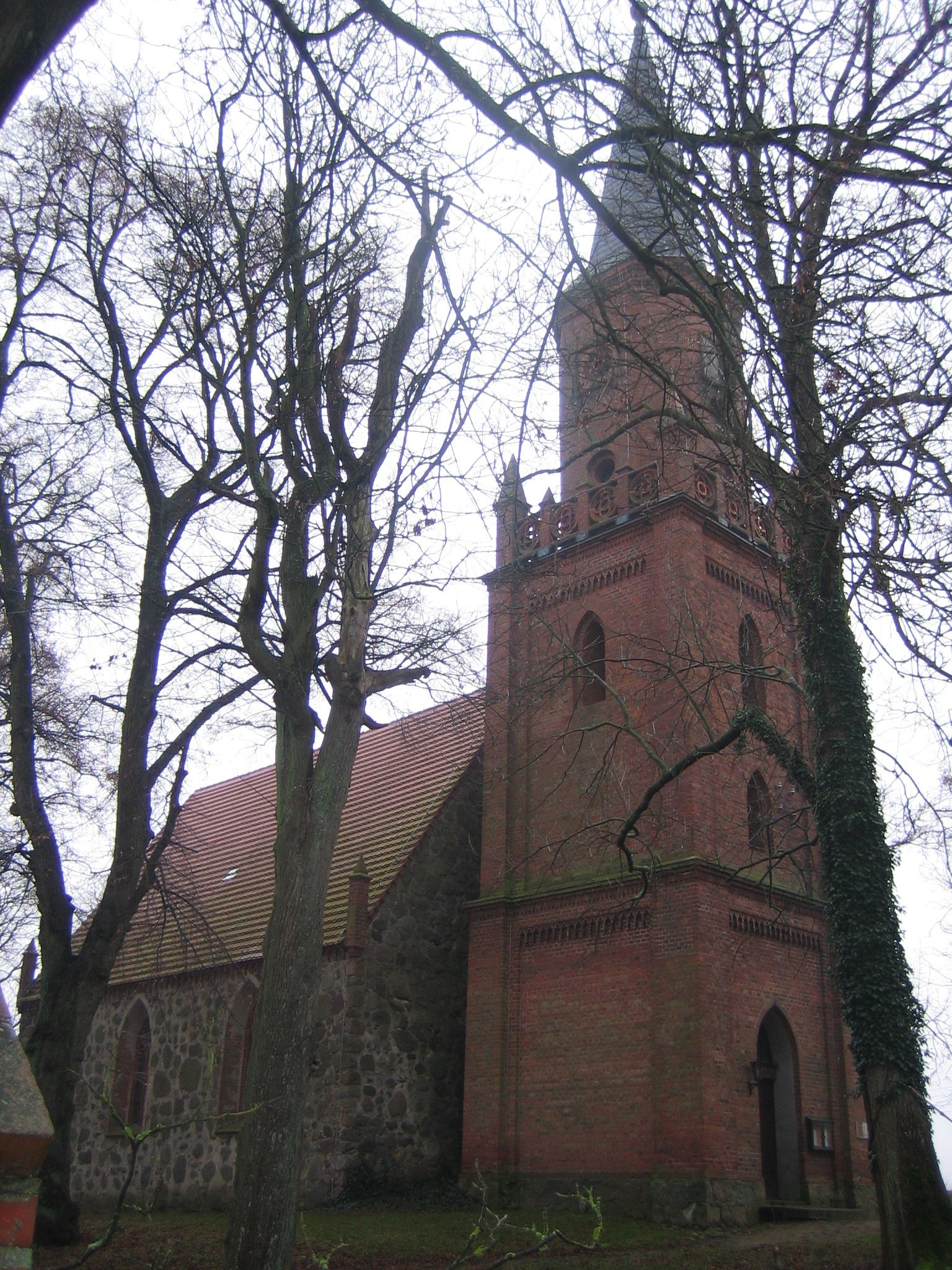
Dorfkirche Plath

→ Siehe auch Liste der Baudenkmale in Lindetal